# Tephrozosterops stalkeri
Tephrozosterops stalkeri là một loài chim trong họ Zosteropidae.